# Gengångare (roman)
Gengångare (originaltitel: Ghost Story) är en skräckroman av Peter Straub från 1979.

## Handling
Boken utspelar sig i det fridfulla samhället Milburn i delstaten New York. Den sjuttioårige advokaten Ricky Hawthorne har tillbringat hela sitt liv i staden och det är där han känner sig som mest hemma. Hans närmaste vänner bor också i staden. Tillsammans utgör de sällskapet Ljugarbänken. Sällskapet består av fem äldre gentlemän och de har som regel att träffas hemma hos varandra en gång varje vecka för att berätta historier. Rättare sagt så var de fem fram tills att deras vän Edward plötsligt dog under en fest.
Sedan dess har sällskapet inte riktigt varit detsamma. De historier som medlemmarna berättar för varandra har ofta övernaturliga inslag. De har alla drabbats av samma hemska mardrömmar som plågar dem även i vaket tillstånd. Det konstiga är att de drömmer exakt samma drömmar under exakt samma natt. Snart börjar deras drömmar äga rum även i verkligheten. Det är som om drömmarnas onda makter tagit över staden Milburn. När Edwards släkting Donald anländer till staden så tar kusligheterna fart ordentligt.

## Filmatisering
Boken filmades 1981 som Gengångare, med bland andra Fred Astaire, Melvyn Douglas och Douglas Fairbanks Jr. i rollerna.